# Jean Bodel
Jean Bodel (Arras, 1165/1170 – Beaurain, 1210) è stato un poeta e giullare francese medioevale.
Vissuto ad Arras, qui nacque fra il 1165 e il 1170 e morì nel 1210. È famoso per aver scritto il Jeu de Saint Nicholas ("La rappresentazione di San Nicola"), una sacra rappresentazione popolare, molto importante dal punto di vista storico: si tratta della prima rappresentazione teatrale a carattere profano tramandatici in una lingua romanza, nella fattispecie quella d'oïl.

## Biografia
Non si sa molto sulla vita di Jean Bodel: tutte le informazioni oggi in nostro possesso sono state dedotte dalle sue opere.
Molto probabilmente Bodel faceva parte della comunità letteraria di Arras, in particolare della "Confrérie des jongleurs et bourgeois"; questa confraternita, che riuniva giullari e borghesi ebbe nel XIII secolo un ruolo importante nello sviluppo letterario della città.
Sappiamo inoltre che Bodel intendeva partecipare alla quarta crociata: tuttavia nei primi anni del XIII secolo contrasse la lebbra che gli impedì di partire. La malattia non lo distolse però dagli impegni poetici, e anzi nel 1205 lo portò a scrivere un poema, denominato Congés, indirizzato a diversi suoi concittadini e all'intera popolazione di Arras nell'occasione della sua partenza dalla città e del ricovero in lazzaretto. Bodel inaugurò così un genere letterario che ebbe diversi prosecutori nella città di Arras, fra cui Adam de la Halle. 
Nei necrologi raccolti dalla confraternita la morte di Bodel è registrata nei primi mesi del 1210.

## Le opere
Tra le opere che ci sono state tramandate, le più famose sono: 
- cinque pastourelles, fra le più antiche tramandatici e le prime in lingua d'oïl: 
  1. Entre le bos et le plaine;
  2. L'autre jor, les un boschel;
  3. Hui main me cheminoie;
  4. Les un pin verdoiant;
  5. Contre le dous tans novel.
- nove fabliaux: in ordine di composizione, 
  1. Le vilain de Farbu;
  2. Du vilain de Bailluel;
  3. De Gombert et des deus clers;
  4. Brunain, la vache au pretre;
  5. Li sohaiz desvez;
  6. Dou lou et de l'oue;
  7. Des sohaiz que Sainz Martins dona Anvieus et Coveitos (o De Anvieus et Coveitos);
  8. De Haimet et de Barat;
  9. Des deus chevaus.
- il Jeu de saint Nicholas.
- La Chanson des Saxons (Il canto dei Sassoni).
- i Congés.

La sua opera più famosa è il Jeu de Saint Nicholas nel quale Bodel racconta, utilizzando la satira e la commedia, la storia di un miracolo effettuato dal santo che permise la conversione al Cristianesimo di un saraceno. La vicenda è ambientata in una città saracena, in cui è però facilmente riconoscibile il contesto cittadino di Arras.
Inoltre si è in passato attribuita a Bodel la paternità del genere dei fabliaux, in quanto i suoi sono i più antichi pervenutici, e nelle sue opere "fabliaus" rima con "bodiaus", nome del poeta (da qui l'idea che possa avere inventato il termine).
A Bodel si deve inoltre la tradizionale sistemazione delle opere della letteratura epica francese nei tre principali cicli: ciclo romano, ciclo bretone e ciclo carolingio. All'inizio della Chanson des Saxons, infatti, dice che:
Ne sont que trois matières a nul home antandant;

De France et de Bretaigne et de Rome la grant...

## La cronologia di Foulon
Charles Foulon, basandosi sui riferimenti interni ed esterni delle opere di Bodel, ha proposto nel 1958 la seguente cronologia della vita del poeta:
1165-1170: nascita di Bodel.
1190 circa: inizio della carriera giullaresca.
1190-1194: composizione dei primi sei fabliaux e delle prime quattro pastorelle.
1194: Bodel probabilmente ad Arras, membro della Confraternita e funzionario dello Scabinato.
1194-1197: composizione dei fabliaux Anvieus et coveitos e De Haimet et de Barat.
1197-1200: composizione della Chanson des Saisnes, del fabliau Des Deus Chevaus, della pastorella Contre le dous tans novel.
1200: composizione e rappresentazione del Jeu de Saint Nicolas.
1202: composizione dei Congés e ricovero al lebbrosario di Beaurain
1210: morte di Bodel.